# Камберленд (округ, Вірджинія)
37°31′ пн. ш. 78°14′ зх. д. / 37.51° пн. ш. 78.24° зх. д.
Округ  Камберленд (англ. Cumberland County) — округ (графство) у штаті  Вірджинія, США. Ідентифікатор округу 51049.

## Історія
Округ утворений 1749 року.

## Демографія
За даними перепису 2000 року загальне населення округу становило 9017 осіб, зокрема міського населення було 354, а сільського — 8663. Серед мешканців округу чоловіків було 4295, а жінок — 4722. В окрузі було 3528 домогосподарств, 2488 родин, які мешкали в 4085 будинках. Середній розмір родини становив 3,03.
Віковий розподіл населення поданий у таблиці:
| Стать    | До 15 років | 15-21 | 22-29 | 30-39 | 40-49 | 50-65 | 65-85 | Понад 85 |
| -------- | ----------- | ----- | ----- | ----- | ----- | ----- | ----- | -------- |
| Чоловіки | 935         | 387   | 340   | 649   | 601   | 810   | 537   | 36       |
| Жінки    | 947         | 363   | 435   | 684   | 698   | 829   | 661   | 105      |

## Суміжні округи
- Гучленд — північний схід
- Паугатен — схід
- Амелія — південний схід
- Принс-Едвард — південь
- Бакінгем — захід
- Флуванна — північний захід

## Виноски
1. ↑  U.S. Decennial Census. United States Census Bureau. Архів оригіналу за 26 квітня 2015. Процитовано 1 січня 2014.
2. ↑  Historical Census Browser. University of Virginia Library. Архів оригіналу за 12 грудня 2009. Процитовано 1 січня 2014.
3. ↑  Population of Counties by Decennial Census: 1900 to 1990. United States Census Bureau. Архів оригіналу за 15 грудня 2013. Процитовано 1 січня 2014.
4. ↑  Census 2000 PHC-T-4. Ranking Tables for Counties: 1990 and 2000 (PDF). United States Census Bureau. Архів оригіналу (PDF) за 18 грудня 2014. Процитовано 1 січня 2014.
5. ↑  State & County QuickFacts. United States Census Bureau. Архів оригіналу за 7 червня 2011. Процитовано 1 січня 2014.(англ.) Наведено за англійською вікіпедією.
6. ↑  American FactFinder. Бюро перепису населення США. Архів оригіналу за 29 липня 2011. Процитовано 31 січня 2008.

| США | Це незавершена стаття з географії США. Ви можете допомогти проєкту, виправивши або дописавши її. |